# Comisión Nacional de Rallies de México
La Comisión Nacional de Rallies de México, también conocida como CNRM, es la máxima autoridad de rally en México. Esta asociación sanciona, promueve y organiza el Campeonato Mexicano de Rally así como diferentes competiciones especiales, como la Carrera del Golfo al Pacífico y los campeonatos regionales del Puebla Auto Club y Regional de Occidente.
Es miembro de la Federación Mexicana de Automovilismo Deportivo, A.C. (FEMADAC) y está afiliada a la OMDAI.

## Historia
La CNRM fue fundada el 14 de febrero de 1974 por acuerdo de los clubes Club Automovilístico Francés de México, A.C. (CAF), Club Automovilístico Nacional, A.C. (CAN), Club Deportivo Automovilístico de Puebla, A.C. (CDAP), Rally Automóvil Club, A.C. (RAC) y Xinantécatl Automóvil Club de Toluca, A.C. (XAC). 
En 1983 se constituyó en Asociación Civil originalmente con el nombre "Comisión Nacional de Eventos de Regularidad y Resistencia, A.C." (CNR) y desde 2001 ostenta el nombre actual.

## Clubes asociados
Los clubes asociados a comisión son:
- Asociación Correcaminos (ACC)
- Club Automovilístico Francés de México (CAF)
- Club Automovilístico Morelia (CAMAC)
- Club Automovilístico Santiago (CASAC)
- Club COPA Vive el Automovilismo (COPA)
- Lindavista Automóvil Club (LAC)
- Oaxaca Auto Club (OAC)
- Puebla Auto Club (PAC)
- Rally Automóvil Club (RAC)

## Presidentes
| Período       | Nombre                      | Ref.  |
| ------------- | --------------------------- | ----- |
| 1979 – 1986   | Rubén Chávez                |       |
| 1986 – 1987   | Halim Abraham               |       |
| 1987 – 1988   | Rubén Chávez                |       |
| 1988 – 1989   | Franco Soldati              |       |
| 1990 – 1991   | Jorge Castella              |       |
| 1991 – 1993   | Manuel “Chacho” Medina      |       |
| 1993 – 1994   | Bernardo Audibert           |       |
| 1994 – 1995   | Guillermo Rojas             |       |
| 1996 – 2000   | Francisco Martínez Gallardo |       |
| 2000 – 2001   | Jorge Serrano               |       |
| 2001 – 2003   | Arturo Fernández            |       |
| 2003 – 2006   | Gabriel Marín Ortiz         |       |
| 2006 – 2008   | Rafael Machado              | [ 1 ] |
| 2009 - 2013   | Alberto Bravo Dufau         | [ 2 ] |
| 2013 - 2017   | Carlos Cordero Popoca       | [ 3 ] |
| 2017 – Actual | Álvaro Porta Lopez          | [ 4 ] |